# Martin Látal
Martin Látal (* 17. března 1988) je český hokejový útočník. Svá mládežnická léta strávil ve Spartě a poté na Kladně. Za tento klub nastoupil i do Extraligy, tedy nejvyšší soutěže v České republice; v sezóně 2005/2006 odehrál 20 zápasů. Hned následující sezónu trávil v Plzni, za kterou nastoupil k pěti zápasům. Další dvě sezóny strávil v zámoří, kde nastupoval za klub Prince Edward Island Rocket v Quebec Major Junior Hockey League (QMJHL). V létě 2008 se ovšem vrátil do rodné země a další sezónu hrál za Spartu. Dvě utkání v ní navíc ještě stihl odehrát za Ústí nad Labem. Další sezónu – 2009/2010 – již kompletně celou strávil v  pražské Spartě. Odtud před sezónou 2010/2011 přestoupil do Kladna a za něj hrál následující tři ročníky. Z něho před sezónou 2013/2014 přestoupil do Karlových Varů. Od května 2020 nastupuje za HC Verva Litvínov. Od roku 2021 nastupuje za Sheffield Steelers, v EIHL.